# 우스티나트라벰구

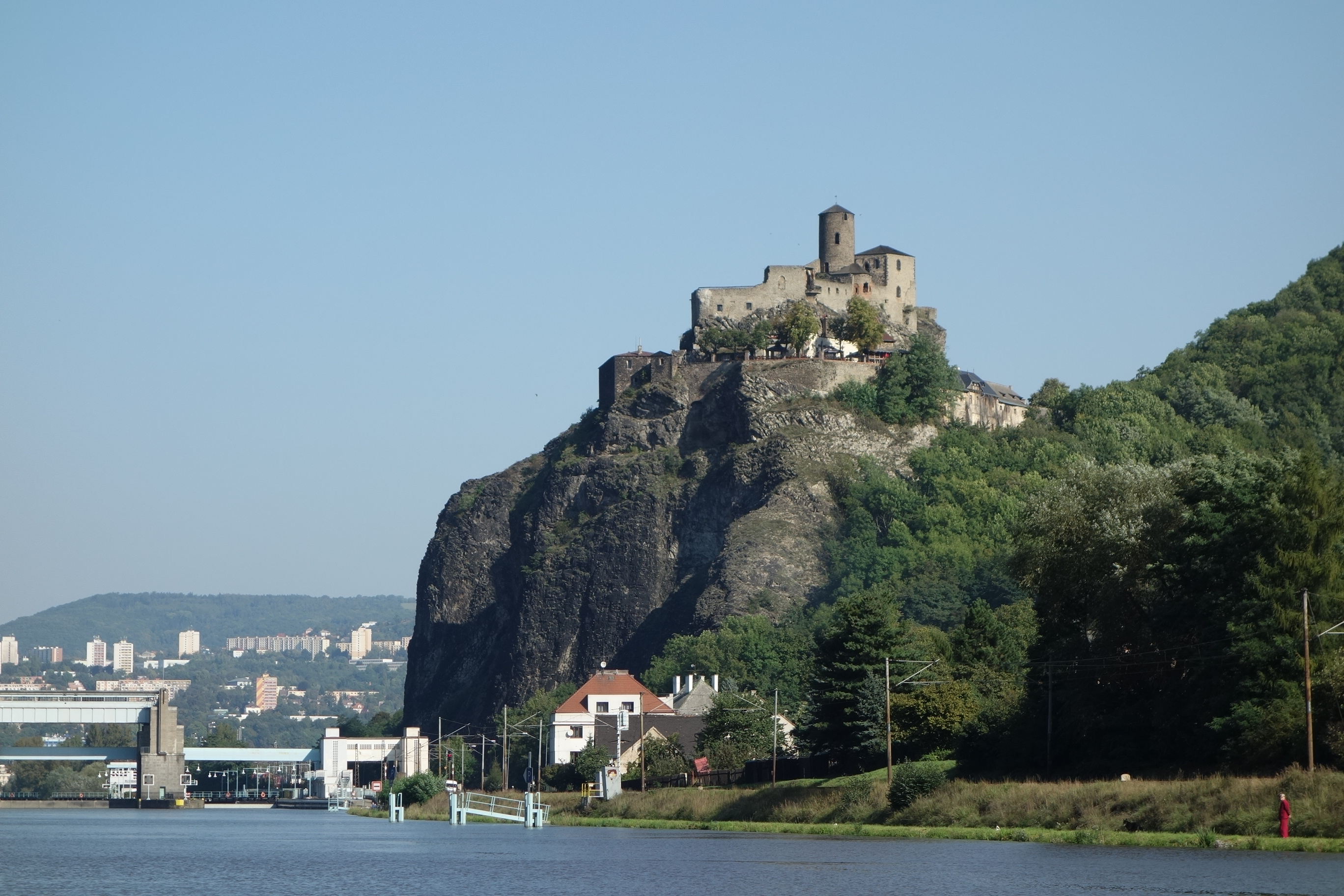
우스티나트라벰구의 행정 중심지인 우스티나트라벰에 위치한 스트르제코프성

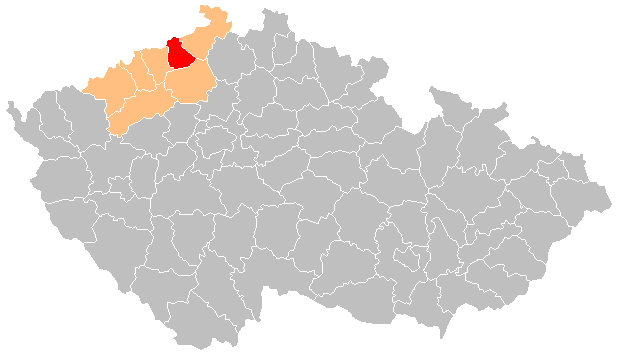
우스티나트라벰구의 위치

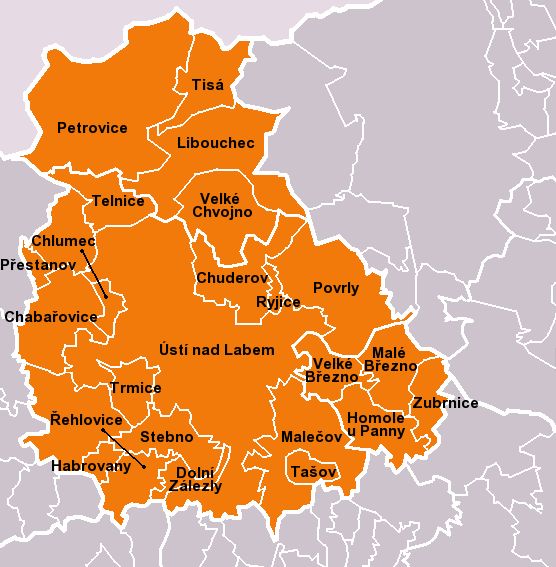
우스티나트라벰구가 관할하는 지방 자치체

우스티나트라벰구(체코어: Okres Ústí nad Labem)는 체코 우스티주를 구성하는 7개 구 가운데 하나로 행정 중심지는 우스티나트라벰이며 면적은 404.44km2, 인구는 119,407명(2019년 1월 1일 기준), 인구 밀도는 300명/km2이다.
우스티주 중부에 위치하며 23개 지방 자치체(4개 시, 19개 마을)를 관할한다. 우스티주 데친구, 리토메르지체구, 테플리체구와 접하며 북서쪽으로는 독일과 국경을 접한다.